# 索馬利蘭駐臺代表列表
本列表為索馬利蘭共和國駐中華民國（臺灣）歷任代表名錄。兩國無正式外交關係，但有官方往來。

## 代表機構
2020年2月26日，中華民國政府與索馬利蘭政府經過協商，由中華民國外交部長吳釗燮與索馬利蘭外交部長穆雅辛在臺北共同簽署《中華民國（臺灣）政府與索馬利蘭共和國政府雙邊議定書》。兩國同意以臺灣代表處（Taiwan Representative Office）與索馬利蘭代表處（Somaliland Representative Office）的名稱互設官方代表機構，待遇比照處理外交人員特權與豁免的《維也納外交關係公約》。在簽署儀式後，穆雅辛也會見總統蔡英文。7月1日，吳釗燮正式對外宣布，揭牌日期由兩國進一步協商。
2020年7月4日，索馬利蘭外交部宣布由資深外交官穆姆德擔任駐臺灣首任代表，於8月7日抵達臺灣赴任。
2020年9月9日，於中華民國首都臺北設立具大使館功能的索馬利蘭共和國駐台灣代表處（The Republic of Somaliland Representative Office in Taiwan），由首任代表穆姆德與中華民國外交部長吳釗燮主持揭牌儀式。索馬利蘭總統比希透過影片祝賀，期盼雙方關係透過互設代表處強化兩國經貿與合作發展。

## 歷任代表（2020年至今）
| 姓名   | 姓名（英文）               | 任命         | 到任         | 離任      | 外交職務                     |
| ------ | -------------------------- | ------------ | ------------ | --------- | ---------------------------- |
| 穆姆德 | Mohamed Omar Hagi Mohamoud | 2020年7月4日 | 2020年9月9日 | 2025年1月 | 代表（Representative），下同 |
| 加拉爾 | Mahmoud Adam Jama Galaal   | 2024年12月   | 2025年1月    | 現任      | 代表 前駐埃塞俄比亚代表      |

## 外部連結
- 索馬利蘭共和國駐臺灣代表處（Facebook、X (Twitter)）